# Penang-Bergbahn
| Der Doppelmayr/Garaventa-100-FUL-Wagen an der Talstation |                     |                    |                    |
| Streckenlänge: | 1,996 km            |                    |                    |
| Spurweite: | 1000 mm (Meterspur) |                    |                    |
| |                     |                    |                    |
| \| \| 1,996 \| Bergstation \| Bergstation \| \| \| \| \| \| \| \| \| \| \| \| \| \| \| \| \| \| \| Viadukthaltestelle \| \| \| \| \| \| \| \| \| \| \| \| \| \| \| \| \| \| \| \| \| \| \| \| \| \| \| \| \| 0,000 \| Talstation \| Talstation \| |                     |                    |                    |
| U-Bahn-Kopfbahnhof Streckenanfang | 1,996               | Bergstation        | Bergstation        |
| U-Bahn-Tunnel |                     |                    |                    |
| |                     |                    |                    |
| |                     |                    |                    |
| U-Bahn-Bahnhof Anfang Hochstrecke und Ende Hochstrecke |                     | Viadukthaltestelle | Viadukthaltestelle |
| |                     |                    |                    |
| U-Bahn-Tunnelanfang |                     |                    |                    |
| U-Bahn-Tunnelende |                     |                    |                    |
| |                     |                    |                    |
| U-Bahn-Strecke |                     |                    |                    |
| U-Bahn-Kopfbahnhof Streckenende | 0,000               | Talstation         | Talstation         |

Die Penang-Bergbahn (englisch Penang Hill Railway, malaysisch Kereta api kabel Bukit Bendera oder Funikular) ist eine schmalspurige Standseilbahn, die in Malaysia von Air Itam bei George Town auf den Penang-Hügel fährt. Die Bergbahn wurde 1923 eröffnet. Damals gab es zwei Streckenabschnitte, und die Fahrgäste mussten auf halber Höhe die Fahrzeuge wechseln. Die Bergbahn wurde 2010 komplett überholt. Die Fahrzeit beträgt zwischen 5 und 20 Minuten, in Abhängigkeit davon, ob an den Zwischenstationen gehalten wird. Die Bahn verkehrt normalerweise ohne Zwischenhalt zwischen den Endstationen, kann aber auf Wunsch an den Bedarfshaltestellen anhalten.

## Geschichte

### Bau

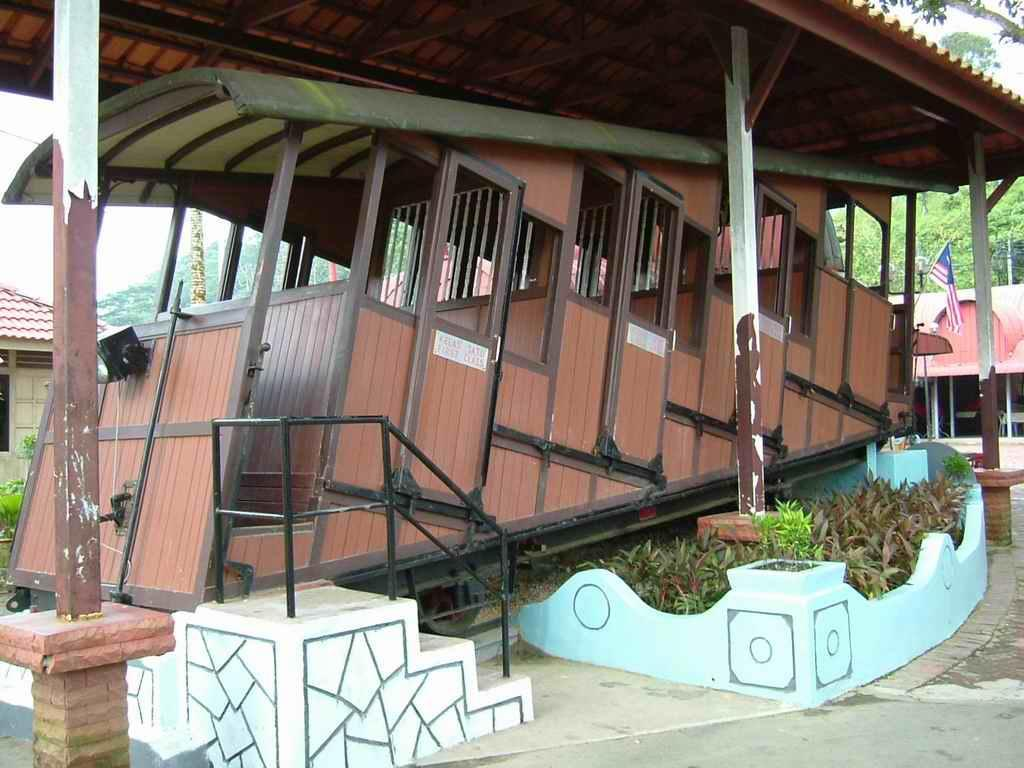
Die alte Bergbahn war 1923 bis 1977 in Betrieb

Die Penang-Bergbahn wurde ursprünglich für die britischen Kolonialherren gebaut, die die kühlere Luft auf dem Penang-Hügel genießen wollten. Der erste Versuch, eine Bergbahn auf den Penang-Hügel zu bauen, begann mit dem Vorschlag von drei britischen Einwohnern, D. Logan, Joseph Heim und Alan Wilson, und der Gründung einer Privatfirma im Jahre 1897 mit Mitteln der Kolonialverwaltung. Dabei sollte eine Dampflok eingesetzt werden, aber keine Standseilbahn, was sich als Misserfolg erwies. Die Strecke wurde zwischen 1901 und 1905 gebaut, funktionierte aber aufgrund technischer Störungen nicht.
Die Straits-Regierung organisierte dann ein neues Projekt im Jahr 1909. Die Standseilbahn wurde diesmal von Arnold R. Johnson, einem Ingenieur der Federated Malay States Railways, nach einem Schweizer Design entworfen. Der Bau der zweiten Eisenbahn kostete 1,5 Millionen Straits-Dollar, und die 2007 m lange Standseilbahn wurde am 21. Oktober 1923 informell eröffnet und in Betrieb genommen. Nach der erfolgreichen Probezeit wurde sie am 1. Januar 1924 durch Sir Laurence Nunns Guillemard, den Gouverneur des Straits Settlement, eröffnet. Im ersten Betriebsjahr beförderte sie 35.201 Fahrgäste auf 4021 Fahrten. Die Stadtverwaltung verwaltete und unterhielt die Eisenbahn seit ihrer Eröffnung bis zum 1. Februar 1977, als sie von der Penang-Regierung übernommen wurde.
Bis 2010 hatte die Penang-Bergbahn, aufgrund der unterschiedlichen Steigung im oberen und unteren Abschnitt, zwei unabhängige Streckenabschnitte, und die Fahrgäste mussten an der Mittelstation wechseln. Der obere und der untere Teil hatten jeweils zwei ausbalancierte 40-Personen-Wagen, und jeder Abschnitt hatte eine zweigleisige Begegnungsstelle in der Mitte und jeweils zwei weitere Haltestellen. Die Wagen wurden von einem Stahlseil gezogen, das von einem 500-Volt-Elektromotor angetrieben wurde. Die Eisenbahn hat einen 79 m (258 Fuß) langen Tunnel, der wohl der steilste Tunnel der Welt ist.  Es dauerte 30 Minuten, um mit einem Zugwechsel in der Mittelstation auf den Hügel zu fahren.

### Neues Wagenmaterial 1977

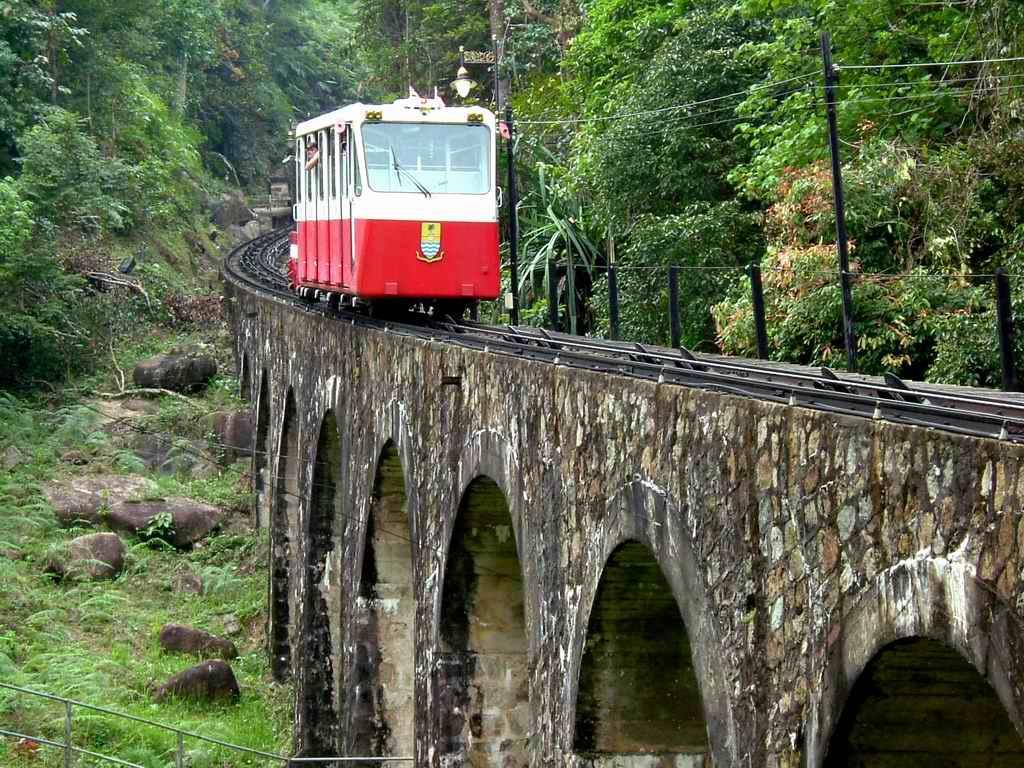
80-FUL-Wagen der Penang-Bergbahn von 1977 bis 2010

Die vier ursprünglichen hölzernen Erste- und Zweite-Klasse-Wagen wurden nach einem Einsatz von 50 Jahren 1977 durch moderne rote Wagen ersetzt, die Ventilatoren und Schiebetüren hatten. Jeder dieser in der Schweiz gebauten Wagen konnte bis zu 80 Fahrgäste transportieren, meist auf Stehplätzen. Sie waren über 30 Jahre, bis ins Jahr 2010, in Gebrauch.

### Generalüberholung von 2010

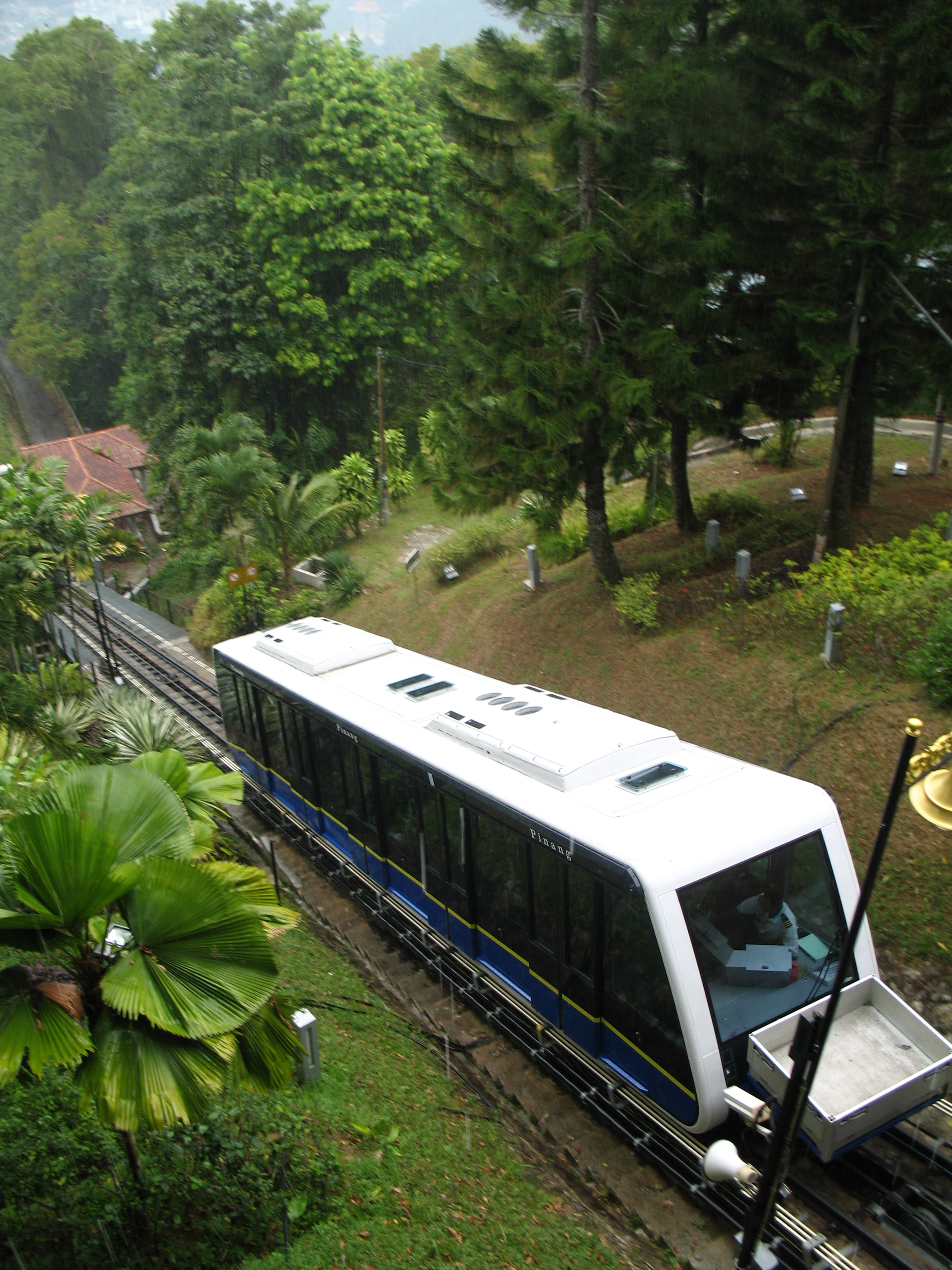
Der 100-FUL-Penang-Hill-Wagen

Nach technischen Problemen wurde die 87 Jahre alte Bahn am 22. Februar 2010 für eine Generalüberholung mit einem Budget von 63 Millionen RM vorübergehend stillgelegt. Neue Schienen wurden verlegt und neue Wagen beschafft, um die Geschwindigkeit der Züge zu steigern und die Transportkapazität zu erhöhen.
Mit dem neuen Zug kann die gesamte Strecke ohne Umsteigen befahren werden. Bis zu 100 Fahrgäste können in den blau-weißen, modernen, klimatisierten, wiederum aus der Schweiz importierten Wagen mitfahren. Das maximale Gesamtgewicht der Wagen beträgt jeweils 7,5 t. Die Bahn kann inzwischen 1.000 Fahrgäste pro Stunde statt bisher 250 pro Stunde transportieren.
Am 25. April 2011 wurde die neue Eisenbahn in Betrieb genommen, aber es gab einige Kinderkrankheiten, so dass mit dem regulären Betrieb erst mit Verzögerungen begonnen werden konnte. Die Bahn fährt täglich von 6:30 bis 21:00 und kann die Bergstation in weniger als 5 Minuten erreichen. Durch die Modernisierung stieg das Verkehrsaufkommen auf 1,365 Millionen Fahrgäste im Jahr 2014, im Vergleich zu einer halben Million im Jahr 2008.

## Stationen

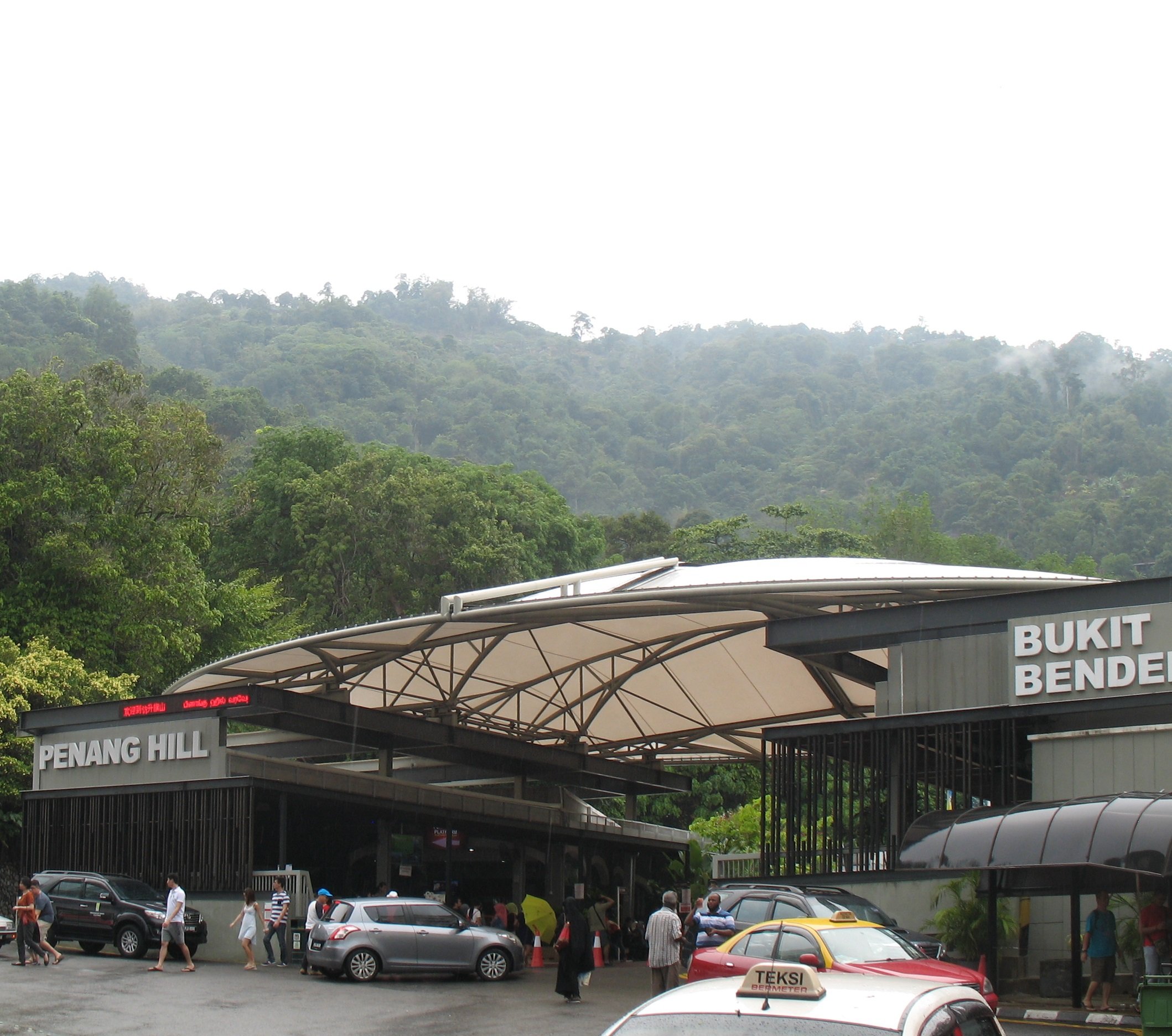
Talstation in Air Itam

Die Bahn verkehrt von der Talstation in Air Itam bis zur Bergstation auf dem Gipfel des Hill. Auf dem Weg gibt es außer der Mittelstation die Stationen Claremont, Moniot Road, Viaduct sowie die obere und untere Tunnelstation. Seit 2010 verkehrt der Zug normalerweise ohne Zwischenhalt zwischen den Endstationen. Auf Wunsch kann aber an den Zwischenstationen gehalten werden.
Die Bergstation wurde durch eine größere, Skywalk genannte Aussichtsplattform modernisiert und hat jetzt einen aufgeständerten Steg zum Food Court sowie einen Lift, ein Café und eine Museumsgalerie. Die Talstation in Air Itam wurde durch ein neues Gebäude mit einem zurückziehbaren Dach und einem mehrstöckigen Parkhaus modernisiert. Die Talstation lässt sich aber auch mit dem Rapid-Penang-Bus Nr. 204 ab George Town erreichen.

## Fahrkarten
Malaysische Bürger zahlen für die Hin- und Rückfahrt 10 RM für Erwachsene und 4 RM für Senioren oder Kinder zwischen 3 und 12. Ausländer zahlen 30 RM für Erwachsene und 15 RM für Kinder. Für Behinderte mit der OKU-Karte ist die Fahrt kostenlos. Bewohner des Penang Hill und Personen die auf ihm arbeiten, können eine Monatskarte für 24 RM erwerben.

## Technische Daten

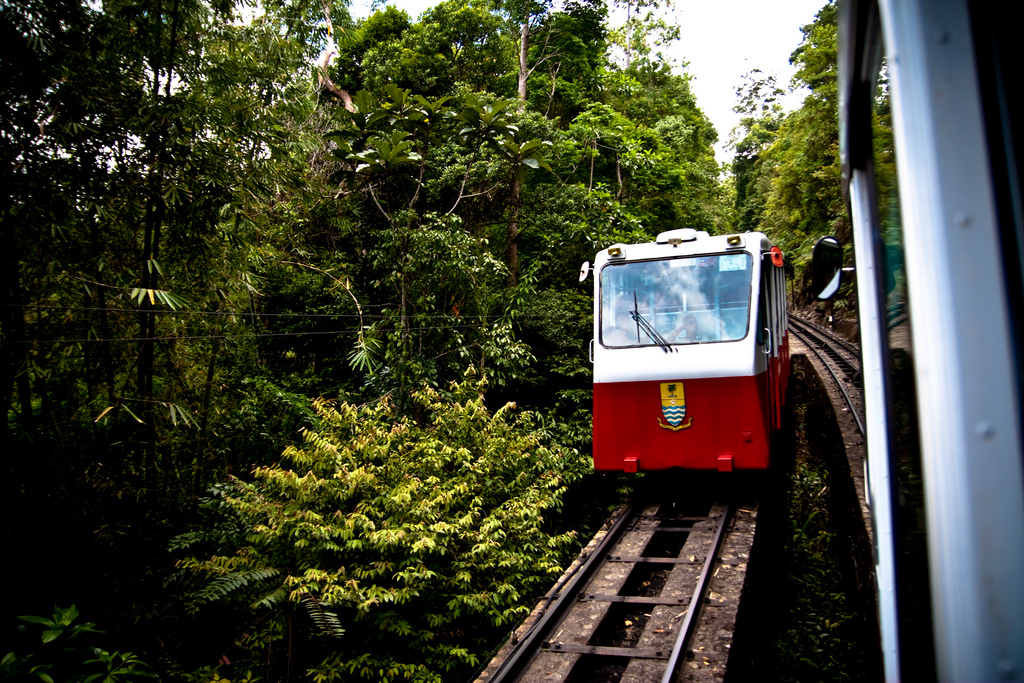
Wagen an der Begegnungsstelle

### 1923–2010
Der untere Abschnitt der Bergbahn hatte von 1923 bis 2010 folgende technischen Daten:
- Länge: 907 Meter (2.976 Fuß)
- Höhe: 319 Meter (1.047 Fuß)
- Maximale Steigung: 50,5 %
- Wagen: 2
- Kapazität: 80 Passagiere pro Wagen
- Konfiguration: Eingleisig mit Begegnungsstelle
- Fahrzeit: 11 Minuten
- Maximale Geschwindigkeit: 1,4 Meter pro Sekunde
- Spurweite: 1.000 mm (3 Fuß 3⅜ Zoll)
- Traktion: Elektrizität

Der obere Abschnitt der Standseilbahn hatte folgende technischen Daten:
- Länge: 1.313 Meter (4.308 Fuß)
- Höhe: 367 Meter (1.204 Fuß)
- Maximale Steigung: 51,3 %
- Wagen: 2
- Kapazität: 80 Passagiere pro Wagen
- Konfiguration: Eingleisig mit Begegnungsstelle
- Fahrzeit: 13 Minuten
- Maximale Geschwindigkeit: 1,8 Meter pro Sekunde
- Spurweite: 1.000 mm (3 Fuß 3⅜ Zoll)
- Traktion: Elektrizität

### Nach 2010
- Länge: 1.996 Meter
- Höhe: 691,4 Meter (2.268 Fuß)
- Maximale Steigung: 52,9%, 27,9°
- Mindeststeigung: 18,8%, 10,7°
- Wagen: 2
- Leergewicht des Zuges: 14.500 kg
- Maximale Nutzlast: 7.500 kg
- Kapazität: 100 Passagiere pro Wagen
- Höchstgeschwindigkeit: 10 Meter pro Sekunde (33 Fuß/s)
- Tragseildurchmesser: 38 mm
- Traktion: Elektrizität
- Hauptantriebsmotor: 710 kW